# Asger Reher
Asger Reher (født 24. juni 1950 i Aabenraa) er en dansk skuespiller. Han har både spillet skuespil, haft film og tv-roller, og så er han kendt som medlem af Ørkenens Sønner.

## Karriere
Reher blev uddannet fra Skuespillerskolen ved Aarhus Teater i 1978 og var ansat på teatret de følgende fire år, inden han drog til København og fik roller på Det kongelige Teater, f.eks. i stykkerne Den Politiske Kandestøber, Jeppe på bjerget, Hamlet og En sælgers død.
I de sidste mange år er han for alvor blevet landskendt som det ene af de fire medlemmer af Ørkenens Sønner hvor han er Ali Bubbas Barkhar, logens lavest rangerede og bladsamler.
På tv har han haft roller i bl.a. Strisser på Samsø, Rejseholdet, Forsvar, Krøniken, Ørnen, Forbrydelsen II og Badehotellet
Han har også medvirket i flere revyer heriblandt Nykøbing F. Revyen. I 2005 modtog han Årets Dirch ved Revyernes Revy.

## Privatliv
Sammen med Eva Nevel har Reher sønnen Matias. De fik sønnen, da Reher gik på elevholdet ved Aarhus Teater. Han er bosat i København tæt ved Torvehallerne.
Han ejer en Porsche Cayenne og en AC Cobra.

## Filmografi

### Film
| År   | Titel                            | Rolle               | Noter |
| ---- | -------------------------------- | ------------------- | ----- |
| 1975 | Bejleren - en jysk røverhistorie | rideknægt           |       |
| 1995 | Farligt venskab                  | træner              |       |
| 1996 | Krystalbarnet                    | Mortensen           |       |
| 1997 | Ørnens øje                       | stormand Mikkelsen  |       |
| 1998 | Lysets hjerte                    | politichef          |       |
| 1998 | Olsen-bandens sidste stik        | hundehoved          |       |
| 2000 | Pyrus på pletten                 | metrologisk ekspert |       |
| 2001 | Monas verden                     | bryggeridirektør    |       |
| 2001 | Min søsters børn                 | hr. Børgesen        |       |
| 2002 | Min søsters børn i sneen         | hr. Børgesen        |       |
| 2003 | Tvilling                         | Julies far          |       |
| 2003 | Lykkevej                         |                     |       |
| 2005 | Springet                         | Poul Clausen        |       |
| 2012 | Min søsters børn alene hjemme    | Hr. Dalsgaard       |       |
| 2012 | Caroline - den sidste rejse      | chauffør            |       |
| 2019 | Jagtsæson                        | chefen              |       |

### Tv-serier
| År      | Titel                   | Rolle                                | Noter        |
| ------- | ----------------------- | ------------------------------------ | ------------ |
| 1982    | Mille og Mikkel         | blomsterhandleren                    |              |
| 1983    | Rejseholdet             | værkfører                            |              |
| 1988    | To som elsker hinanden  | Aage                                 |              |
| 1992    | Gøngehøvdingen          | Jens Jerntrøje                       |              |
| 1995    | Alletiders Nisse        | Gårdbo                               | julekalender |
| 1997    | Strisser på Samsø       | hr. Bak                              |              |
| 1997    | Kaos i opgangen         | Børge Ballegaard, Nillers kollega    |              |
| 1999    | Olsenbandens første kup | Jensen, kriminalassistent af 1. grad | julekalender |
| 2001    | Rejseholdet             | Bachman                              |              |
| 2002    | Nikolaj og Julie        | Laust Madsen                         |              |
| 2003    | Forsvar                 | Manfred Bering                       |              |
| 2003    | Jesus & Josefine        | Kong Herodes                         | julekalender |
| 2004    | Ørnen                   | Sandberg                             |              |
| 2004-07 | Krøniken                | Anders Nørregaard, Ida's far         |              |
| 2009    | Forbrydelsen II         | Bjørn                                |              |